# 포천강병원
포천강병원은 2001년 강병원으로 개원한 후 지역사회와 함께 성장한 종합병원으로서의 고객사랑에 보답하고자 2011년 개인병원이 아닌 지역사회가 주인인 병원으로 거듭났다. 포천시 포천로 1570에 위치하고 있으며 종합병원은 경기도의료원 포천병원, 의료법인 일심재단 우리병원이 있다.

## 진료안내
외래진료
- 평일 : 오전 08시 00분 ~ 오후 5시 00분(점심시간 12:30~13:30)
- 토요일 : 오전 08시 00분 ~ 오전 12시
- 내과,외래진료는 오전 8시부터 진료합니다

응급실
08시 ~ 22시 진료
예방접종
- 오전8시 ~ 오후5시(토요일 오후12시까지)
- 내과 진료상담후에  예방접종가능

## 진료과
- 내과
- 외과
- 정형외과
- 신경과
- 피부과
- 비뇨기과
- 가정의학과
- 마취통증의학과
- 영상의학과
- 진단검사의학과

## 종합검진센터
- 평일 : 오전8시 ~ 오후5시
- 토요일 : 오전8시 ~ 오후12시